# Маскареньяш ди Мораиш, Жуан Батиста
Жуан Батиста Маскареньяш де Мораиш (порт. João Baptista Mascarenhas de Morais, устар. João Baptista Mascarenhas de Moraes; 13 ноября 1883, Сан-Габриел, штат Риу-Гранди-ду-Сул — 17 сентября 1968, Рио-де-Жанейро) — бразильский военный деятель, маршал, командир Бразильского экспедиционного корпуса во Второй мировой войне.

## Биография
Родился 13 ноября 1883 года в муниципалитете Сан-Габриел в штате Риу-Гранде-ду-Сул. Отец — продавец, сын участника войны Фаррапус. Окончил военную школу Прайя-Вермелья в Рио-де-Жанейро, участвовал во множестве военных бунтов в 1920-е и 1930-е годы. Во время Революции 1930 года выступал на стороне президента Вашингтона Луиса и был арестован мятежниками Жетулио Варгаса. После освобождения продолжил службу в армии и в 1932 году был арестован после того, как поддержал восстание против Варгаса в Сан-Паулу в 1932 году, но после подавления восстания опять был освобождён. В 1935 году Маскареньяш де Мораиш, будучи главой военной школы Реаленгу, участвовал в подавлении коммунистического восстания против Варгаса. В 1937 году произведён в генералы, в последующие годы командовал 9-м военным округом в Ресифе и 7-м военным округом в Сан-Паулу.
В 1943 году Маскареньяш де Мораиш был назначен командиром 1-й экспедиционной пехотной дивизии (порт. Primeira Divisão de Infantaria Expedicionária) Бразильских экспедиционных сил, а после отмены формирования 2-й и 3-й дивизий стал командиром всех бразильских сил как таковых. Руководил он также бразильско-американской военной комиссией и посещал в 1943 году Средиземноморский театр военных действий ещё до прибытия основных сил. В июне 1944 года высадился в Италии и руководил бразильскими войсками до капитуляции последних немецких частей в Италии 2 мая 1945. Отличился в битве при Коллекьо-Форново, шедшей с 26 по 27 апреля 1945 и сражении при Форново-ди-Таро. Принимал капитуляцию 148-й немецкой пехотной дивизии и итальянских дивизий «Монте-Роза», «Сан-Марко» и «Италия» с 29 по 30 апреля 1945. За эти последние недели войны бразильцам в плен сдались 14700 солдат, 800 офицеров и два генерала противника.
После войны Маскареньяш де Мораиш вернулся в 1946 году в Бразилию и был произведён в маршалы по распоряжению Конгресса, после чего возглавил 1-й военный округ в Рио-де-Жанейро. В отставку вышел в том же году, в 1951 году вернулся на службу как начальник штаба Вооружённых сил Бразилии при втором правительстве Варгаса. В августе 1954 года Варгас покончил жизнь самоубийством, и маршал ушёл в отставку, оставив свои мемуары об участии во Второй мировой. Особым законом, одобренным Бразильским Конгрессом, он получил почётное звание фельдмаршала.
Жуан Батиста Маскареньяш ди Мораиш скончался 17 сентября 1968 года в Рио-де-Жанейро.
Его внучатый племянник, Клаудиу Маскареньяш — бразильский оперный певец.